# Evarcha
Evarcha är ett släkte av spindlar som beskrevs av Simon 1902. Evarcha ingår i familjen hoppspindlar.

## Dottertaxa tillEvarcha, i alfabetisk ordning[1][2]
- Evarcha acuta
- Evarcha alba
- Evarcha albaria
- Evarcha amabilis
- Evarcha annae
- Evarcha aposto
- Evarcha arabica
- Evarcha arcuata
- Evarcha armeniaca
- Evarcha awashi
- Evarcha bakorensis
- Evarcha bicoronata
- Evarcha bicuspidata
- Evarcha bihastata
- Evarcha bulbosa
- Evarcha bulbosa-cf
- Evarcha cancellata
- Evarcha certa
- Evarcha chappuisi
- Evarcha chubbi
- Evarcha coreana
- Evarcha crinita
- Evarcha culicivora
- Evarcha darinurica
- Evarcha digitata
- Evarcha dotata
- Evarcha dubia
- Evarcha elegans
- Evarcha eriki
- Evarcha falcata
- Evarcha fasciata
- Evarcha gausapata
- Evarcha hirticeps
- Evarcha hoyi
- Evarcha hunanensis
- Evarcha hyllinella
- Evarcha ignea
- Evarcha improcera
- Evarcha infrastriata
- Evarcha jucunda
- Evarcha kirghisica
- Evarcha kochi
- Evarcha laetabunda
- Evarcha maculata
- Evarcha madagascariensis
- Evarcha michailovi
- Evarcha mirabilis
- Evarcha mongolica
- Evarcha mustela
- Evarcha natalica
- Evarcha negevensis
- Evarcha nenilini
- Evarcha nepos
- Evarcha nigricans
- Evarcha nigrifrons
- Evarcha obscura
- Evarcha optabilis
- Evarcha orientalis
- Evarcha paralbaria
- Evarcha patagiata
- Evarcha petrae
- Evarcha picta
- Evarcha pileckii
- Evarcha pinguis
- Evarcha pococki
- Evarcha praeclara
- Evarcha praeclara-aff
- Evarcha prosimilis
- Evarcha proszynskii
- Evarcha pseudopococki
- Evarcha pulchella
- Evarcha reiskindi
- Evarcha rotundibulbis
- Evarcha russellsmithi
- Evarcha seyun
- Evarcha sichuanensis
- Evarcha similis
- Evarcha squamulata
- Evarcha striolata
- Evarcha theisi
- Evarcha wenxianensis
- Evarcha vitosa
- Evarcha wulingensis
- Evarcha zimbabwensis